# Karol Stryja
Karol Stryja (Teschen, 2 février 1915 - Katowice, 31 janvier 1998) est un chef d'orchestre et professeur polonais.

## Biographie
Stryja, fils d'un tailleur, a étudié à l'école primaire, au lycée et à l'institut de formation des maîtres à Cieszyn, sa ville natale. À partir de 1934, il a travaillé comme professeur et a poursuivi ses études simultanément à l'Académie de musique Karol Szymanowski de Katowice. En 1939, il a obtenu le diplôme du Département de pédagogie, et en 1951 celui de direction d'orchestre.
En 1937, il a commencé sa carrière de chef avec le chœur Echo à Łaziska Górne. Stryja a ensuite travaillé avec l'Orchestre de la Philharmonie de Silésie à Katowice, dont il est devenu le directeur artistique et le chef d'orchestre en 1953. De 1968 à 1983, il a été le directeur artistique de l'Orchestre symphonique d'Odense, Danemark. Avec la Philharmonie de Silésie, l'Odense Symfoniorkester et d'autres orchestres, Stryja a fait des tournées dans de nombreux pays européens, ainsi qu'aux États-Unis, en Argentine, Israël, au Japon et à Cuba. Il a aussi dirigé dans divers festivals internationaux de musique. Stryja a enseigné la direction d'orchestre à Katowice.

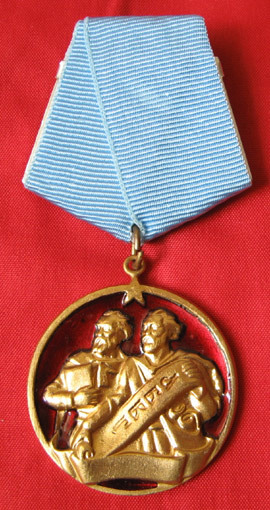
Ordre des Saints-Cyrille-et-Méthode

En 1979, Stryja a fondé le « Concours international de chefs d'orchestre Grzegorz Fitelberg » à Katowice. En 1980, il a fondé le « Concours international de violon Carl Nielsen » à Odense.
En 1984, il a reçu le titre universitaire de professeur.
En mars 1995, il a reçu la Grand-croix de l'Ordre Polonia Restituta des mains du Président Lech Wałęsa. K. Stryja a aussi reçu l'ordre des Saints-Cyrille-et-Méthode de 1re classe (République populaire de Bulgarie). 
Karol Stryja est décédé le 31 janvier 1998 à Katowice et est enterré au cimetière protestant de Cieszyn.
Karol Stryja à la tête de l'Orchestre de la Philharmonie de Silésie a créé Genesis II - Canti strumentali de Henryk Górecki le 16 septembre 1962 au Festival d'automne de Varsovie.

## Source
- (en) Cet article est partiellement ou en totalité issu de l’article de Wikipédia en anglais intitulé « Karol Stryja » (voir la liste des auteurs).